# Bajót
Bajót község Komárom-Esztergom vármegyében, az Esztergomi járásban.

## Fekvése
A Közép-Dunántúlon, a Gerecse északi részén fekszik, a hozzá legközelebbi várostól, Nyergesújfalutól mintegy 5 kilométerre. A településen a 10-es főútból Nyergesújfalunál dél felé kiágazó 1125-ös út halad végig, de elérhető Péliföldszentkereszt érintésével is, az 1119-es útból Nagysápnál kiágazó 1124-es úton, és az északnyugati szomszédságában lévő Lábatlanról is az 1126-oson.

## Története

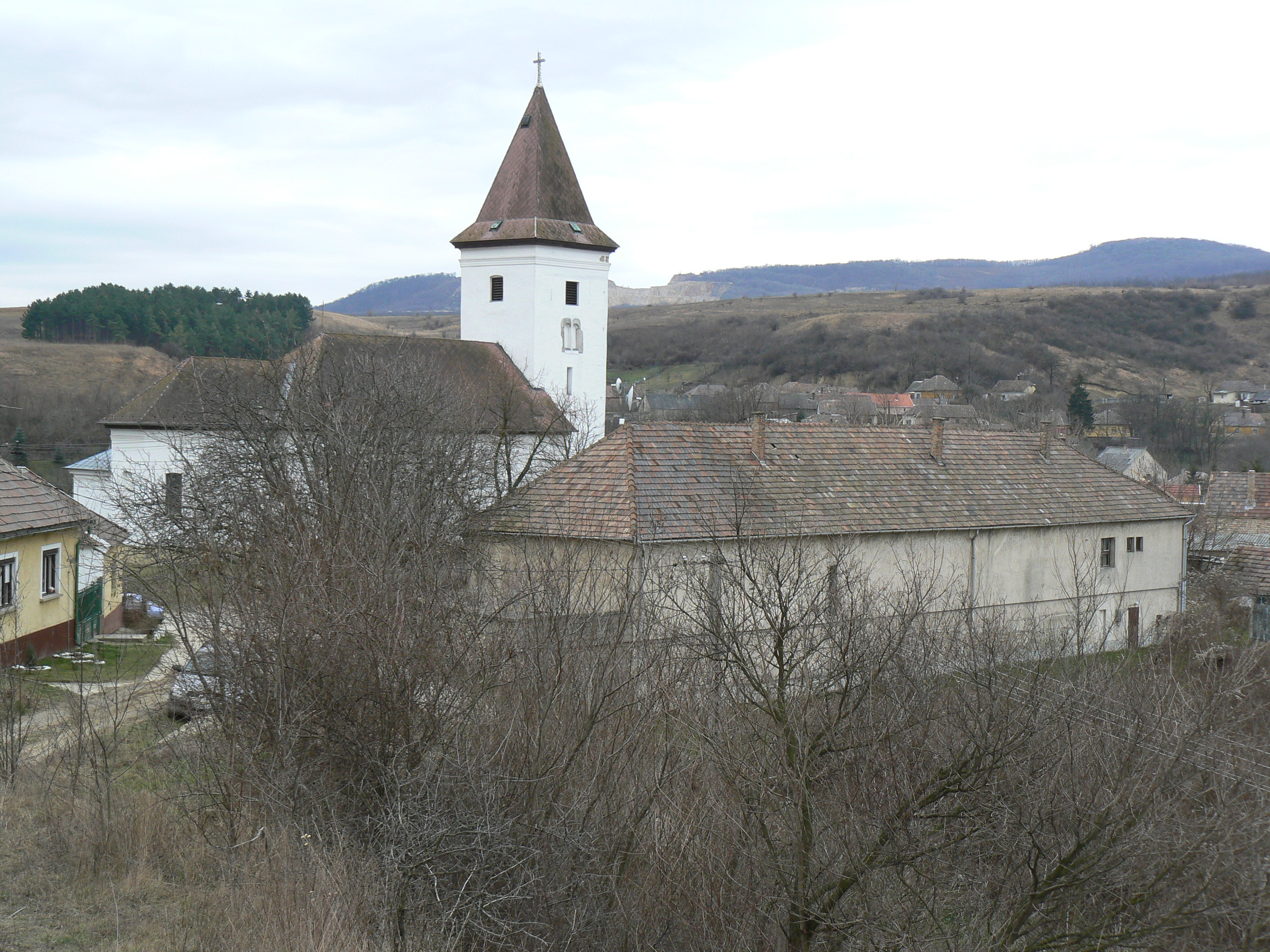
Bajót, a templom légi fotója

Bajót és környéke az őskortól lakott helynek számít, az itt talált régészeti leletek erről tanúskodnak. A település határában az Öreg-kő keleti, hatalmas sziklafalában található a Jankovich-barlang bejárata. A barlangban őskori leleteket, köztük az ősember solutréi és magdaléni kultúrájának számos ritka és érdekes emlékét, finoman kidolgozott kőeszközöket és csonteszközöket találtak.
A római korban is volt itt egy település, helyén faragott kőtárgyak, pénzek kerültek elő, s egy domborműves sírkő is, melyet beépítettek a plébánia falába.
A környéken a honfoglaló magyarok is korán megtelepedtek, a honfoglalás korából származó itt feltárt sírlelet tanúsága szerint.
A település nevét fennmaradt írásos források 1202-ben említik először. Első birtokosa a aragóniai származású Bajóti Simon ispán volt, 1242-ben maroknyi íjászával ő védelmezte hősiesen  Esztergomot a tatároktól. Kézai Simon krónikája szerint a község neve is spanyol eredetű.
Bajóton vár is állt egykor, de 1332 körül minden bizonnyal elpusztult birtokosainak háborúskodásai következtében, mert későbbi időkből fennmaradt írásokban nincs említés róla, alapfalainak maradványai azonban még sokáig láthatóak voltak a templom déli oldalán.
A települést a törökök többször elpusztították, de mindig újra benépesült. 1706-ban a labancok is úgy feldúlták, hogy újra kellett telepíteni.
Határában a 19. században szénre bukkantak, és a területet bányaművelés alá is vették.

## Közélete

### Polgármesterei
- 1990–1994: Török János (független)[3]
- 1994–1998: Török János (független)[4]
- 1998–2002: Török János (független)[5]
- 2002–2006: Török János (független)[6]
- 2006–2010: Tóth Zoltán (független)[7]
- 2010–2014: Tóth Zoltán (független)[8]
- 2014–2019: Tóth Zoltán (független)[9]
- 2019–2024: Tóth Zoltán (független)[10]
- 2024– : Tóth Zoltán (független)[1]

## Gazdaság
A Neszmélyi borvidék Neszmélyi körzetéhez tartozik.

## Népesség
A település népességének változása:
| Lakosok száma | 1607 | 1599 | 1602 | 1733 | 1638 | 1616 | 1617 |
|               | 2013 | 2014 | 2015 | 2021 | 2022 | 2023 | 2024 |

A 2011-es népszámlálás során a lakosok 89,5%-a magyarnak, 13,1% cigánynak, 0,7% németnek mondta magát (10,4% nem nyilatkozott; a kettős identitások miatt a végösszeg nagyobb lehet 100%-nál). A vallási megoszlás a következő volt: római katolikus 63,4%, református 2,6%, evangélikus 0,6%, görögkatolikus 0,7%, felekezeten kívüli 10,5% (19,6% nem nyilatkozott).
2022-ben a lakosság 87,9%-a vallotta magát magyarnak, 7,8% cigánynak, 0,5% ukránnak, 0,5% németnek, 0,4% szlováknak, 0,2% románnak, 0,1-0,1% lengyelnek, horvátnak, szlovénnek, ruszinnak és bolgárnak, 2,1% egyéb, nem hazai nemzetiségűnek (11,5% nem nyilatkozott; a kettős identitások miatt a végösszeg nagyobb lehet 100%-nál). Vallásuk szerint 40,4% volt római katolikus, 2,7% református, 0,6% evangélikus, 0,4% görög katolikus, 0,1% ortodox, 1,6% egyéb keresztény, 0,8% egyéb katolikus, 12,5% felekezeten kívüli (40% nem válaszolt).

## Nevezetességei
A Bajót határában lévő Péliföldszentkereszten XIII. századi templom, kálvária, Szalézi rendház, ifjúsági ház és idősek otthona is van. A legenda szerint 1730 májusában egy sánta fiú meggyógyult a szentkereszti forrás vizétől. Minden év május első hétvégéjén Mária búcsú van a kegytemplomban és a kálváriadombon.
A közelben találhatók a Berény-vár  nevű, ismeretlen eredetű földvár maradványai.
Az Öreg-kő tetejének környéke természetvédelmi terület, itt fészkel a ritka kerecsensólyom és kövirigó.
A Jankovich-barlangban az ősemberre utaló leleteket találtak. A környéken vannak az Öreg-kői 1. sz. zsomboly, a Szalay-barlang és a Bajóti Büdös-lyuk nevű barlangok is.

## Híres szülöttei
- Kóthay Ernő (Bajót, 1926. november 18. – Tata, 1982. május 26.) festőművész
- Muzslay István (belgiumi névhasználata szerint István Muselay) (Bajót, 1923. január 9. – Leuven, 2007. május 14.) jezsuita szerzetespap, az alkalmazott közgazdaságtan professzora a Leuveni Katolikus Egyetemen, a Collegium Hungaricum volt igazgatója, a Társadalomtudományok Pápai Akadémiájának tagja.